# Duinen Schiermonnikoog
Duinen Schiermonnikoog este o arie protejată (arie specială de conservare — SAC, sit de importanță comunitară — SCI, arie de protecție specială avifaunistică — SPA) din Țările de Jos întinsă pe o suprafață de 833 ha, integral pe uscat.

## Localizare
Centrul sitului Duinen Schiermonnikoog este situat la coordonatele 53°29′15″N 6°10′26″E / 53.4876°N 6.1738°E.

## Înființare
Situl Duinen Schiermonnikoog a fost declarat arie de protecție specială avifaunistică în martie 2000 pentru a proteja 1 specie de plante și 7 specii de animale. Alte tipuri de protecție:
- sit de importanță comunitară (în august 2002)
- arie specială de conservare (în februarie 2009)[1][3][4]

## Biodiversitate
Situată în ecoregiunea atlantică, aria protejată conține 9 habitate naturale: Salicornia și alte specii anuale care populează regiunile mlăștinoase și nisipoase, Pășuni atlantice udate de apa mării (Glauco-Puccinellietalia maritimae), Dune mobile de-a lungul țărmului cu Ammophila arenaria („dune albe”), Dune de coastă fixe cu vegetație erbacee („dune gri”), Dune cu Hyppophaë rhamnoides, Dune cu Salix repens ssp. argentea (Salicion arenariae), Dune împădurite din regiunile atlantică, continentală și boreală, Depresiuni intradunale umede, Pajiști cu Molinia pe soluri calcaroase, turboase sau argilos-nămoloase (Molinion caeruleae).
La baza desemnării sitului se află mai multe specii protejate:
- plante (1): moșișoare (Liparis loeselii)
- păsări (7): ciuf de câmp (Asio flammeus), buhai de baltă (Botaurus stellaris), erete de stuf (Circus aeruginosus), erete vânăt (Circus cyaneus), pietrar sur (Oenanthe oenanthe), mărăcinar (Saxicola rubetra), eider (Somateria mollissima)